# 布拉森支線航空
布拉森支線航空（前身为金色航空）是一間在挪威注冊的瑞典航空公司。她為其姊妹公司BRA布拉森支線航空提供瑞典境內的區域航服務。

## 歷史

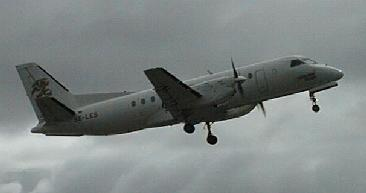
布拉森支線航空的薩博340在斯圖爾機場起飛（1999年）

金色航空原本在1976年9月註冊成為航空公司並提供空中的士和包機服務。但是由於航空公司內部經歷了幾個變化，在1993年8月便重組航空公司，並在8月15日重新開始提供服務。在2007年3月，航空公司早由埃里克圖恩（航運公司）所擁有，並有56名員工。
在2012年，金色航空被Braganza Aviation收購，其來往特羅爾海坦及斯德哥爾摩-布魯瑪主要航線亦被Sverighflyg奪走。在2013年1月30日，金色航空改名為布拉森支線航空並在其斯德哥爾摩-布魯瑪航線上保留其原名。
在2016年3月，再到更名為Braathens Regional Airways並與Braathens Regional Aviation共同營運航班，直至其後再分拆成Malmö Aviation以及Sverighflyg。
布拉森支線航空在恩厄爾霍爾姆-赫爾辛堡機場以及于默奧機場為旗下ATR 72進行維修。

## 目的地
布拉森支線航空並沒有自己的目的地，她為其姊公司BRA布拉森支線航空的所有目的地提供服務。

## 機隊
截至2019年11月，布拉森支線航空的機隊如下：
| 機型       | 數量 | 載客量 | 備註                        |
| ---------- | ---- | ------ | --------------------------- |
| ATR 72-500 | 13   | 72     | 全數於BRA布拉森支線航空服役 |

## 外部連結
维基共享资源上的相關多媒體資源：布拉森支線航空
- 官方網站